# تسکنلی ۸۲۰۹
سیارک ۸۲۰۹ (به انگلیسی: 8209 Toscanelli، نامگذاری:1995DM2) هشت هزار و دویست و نهمین سیارک کشف شده‌است که در ۲۸ فوریه ۱۹۹۵ کشف شد.
قدر مطلق سیارک برابر ۳۵.۴ است.